# Sudamerlycaste heynderycxii
Sudamerlycaste heynderycxii là một loài thực vật có hoa trong họ Lan. Loài này được (E.Morren) Archila mô tả khoa học đầu tiên năm 2002.